# Lady Bird
Lady Bird ist ein US-amerikanisches Filmdrama mit Coming-of-Age-Elementen von Greta Gerwig, das auf einem Originaldrehbuch der Regisseurin basiert. Der Film erzählt von der willensstarken Christine McPherson, dargestellt von Saoirse Ronan, die sich danach sehnt, ihre kalifornische Heimatstadt zu verlassen und an der US-Ostküste zu studieren. Dadurch gerät sie vor allem in Konflikt mit ihrer Mutter, gespielt von Laurie Metcalf, die versucht, die Familie zusammenzuhalten.
Das Drehbuch greift zahlreiche Elemente aus Gerwigs Lebensgeschichte auf. Trotz der Parallelen möchte Gerwig den Film nicht als autobiographisches Werk verstanden wissen.
Die Premiere des Films erfolgte am 1. September 2017 im Rahmen des Telluride Film Festivals. Lady Bird wurde eine Vielzahl an Auszeichnungen zuteil, darunter zwei Golden Globe Awards 2018 für die beste Filmkomödie und für Hauptdarstellerin Saoirse Ronan sowie fünf Oscar-Nominierungen, unter anderem als bester Film.

## Handlung
Im Jahr 2002. Die 17-jährige Christine McPherson lebt in Sacramento, will lieber Lady Bird genannt werden, und auch ihre Mutter Marion beherzigt diesen Wunsch. Sie will unbedingt weg von Sacramento, raus aus der kalifornischen Einöde. Sie hofft auf einen Studienplatz, möglichst irgendwo an der Ostküste, doch ihre Mutter erinnert sie an die ohnehin schon angespannte finanzielle Situation, in der sich die Familie befindet. Lady Birds Bruder Miguel wurde adoptiert. Auch seine Freundin Shelly lebt bei den McPhersons, seit sie von ihren Eltern zu Hause rausgeworfen wurde. Marion arbeitet in einem Krankenhaus, wo sie oft Doppelschichten schiebt. Während einer gemeinsamen Autofahrt öffnet Lady Bird die Tür und lässt sich auf die Straße fallen. Ein Gips ziert nun ihren gebrochenen Arm.
Lady Bird besucht eine katholische Highschool. Gemeinsam mit ihrer besten Freundin Julie nimmt sie dort an einem Casting für ein Musical teil, das im Herbst an der Schule aufgeführt werden soll. Bei den Proben wird sie schnell auf Danny aufmerksam. Beim Homecoming-Western-Ball tanzen sie, küssen sich zum ersten Mal und verbringen in den folgenden Wochen viele romantische Momente miteinander. Auch Danny will raus aus Sacramento und träumt davon, in Paris zu leben. Zu Thanksgiving nimmt er Lady Bird sogar mit zu seiner wohlhabenden Großmutter.
Gegen den Wunsch ihrer Mutter bewirbt sich Lady Bird an verschiedenen Universitäten. Ihren Vater informiert sie hierüber. Auch wenn der gerade seinen Job verloren hat, versucht er seine Tochter bei ihren Zukunftsplänen zu unterstützen. Wirklich gut ist Lady Bird in der Schule allerdings nicht, und daher versucht sie, sich durchzuschummeln. Eine Studienberaterin macht ihr Hoffnungen, weil ihre SAT-Wertung gut ist. Ihre Chancen auf einen Abschluss bringt sie jedoch andererseits in Gefahr, als sie eine Referentin bei einem Vortrag zum Thema Abtreibung brüskiert. Da sich Lady Bird mit ihren rot gefärbten Haaren recht unangepasst benimmt, hat ihre Mutter Bedenken, man könnte die Familie für asozial halten, was die Chancen für ihren Vater, einen Job zu finden, nicht gerade verbessern würde.

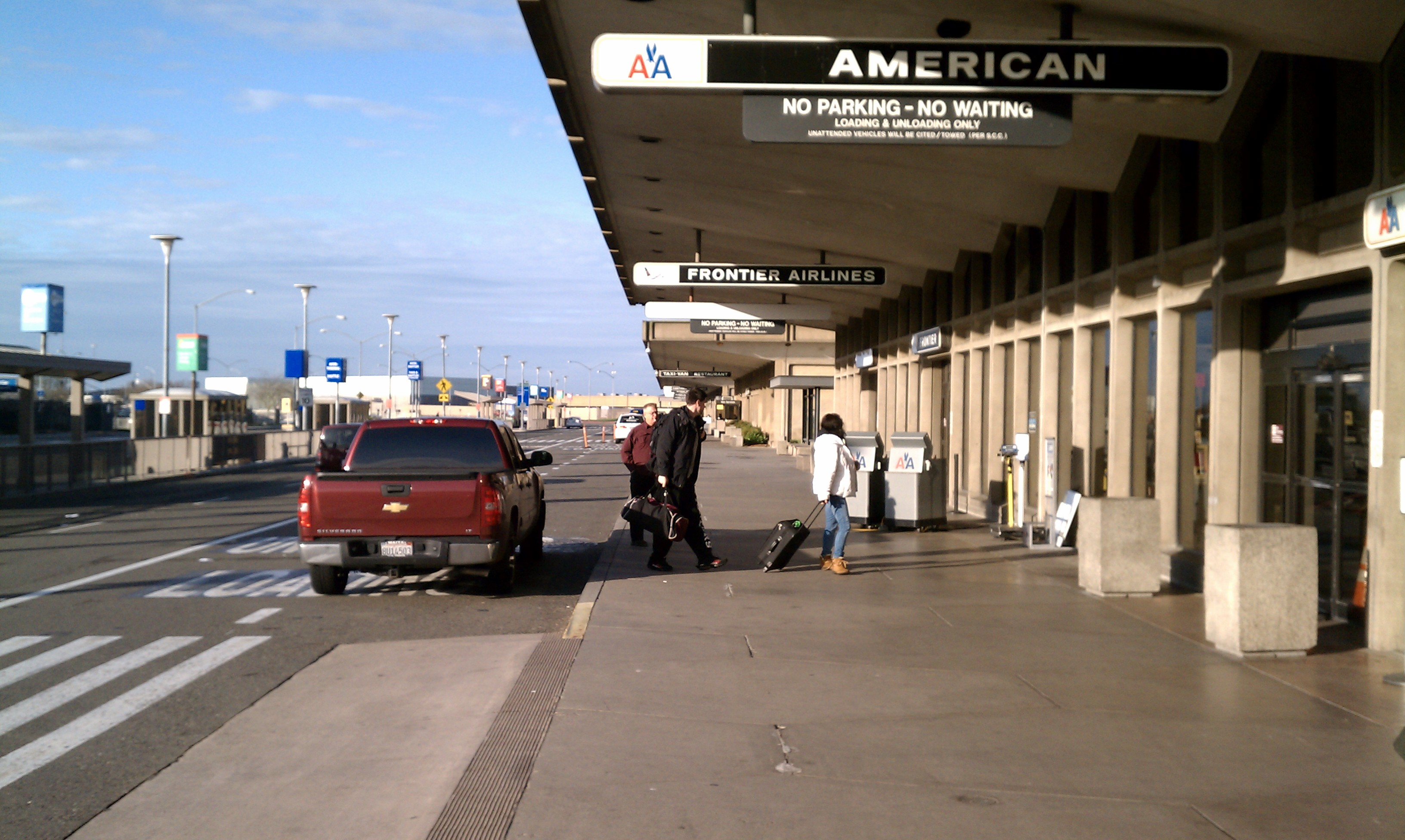
Der Sacramento International Airport. Von dort aus fliegt Lady Bird nach New York

Nachdem Lady Bird nach der Premiere des Musicals Danny beim Knutschen mit einem Jungen auf dem Klo erwischt, wendet sie sich Kyle zu, der Mitglied in einer angesagten Band ist. Sie kommt ihm in dem Café näher, in dem sie gerade einen Job angenommen hat. Lady Bird vergisst hierüber fast ihre beste Freundin Julie und genießt die gemeinsame Zeit mit ihren neuen Freunden auf dem Deuce, einem Parkplatz etwas außerhalb von Sacramento. Ihrer neuen Freundin will sie jedoch nicht erzählen, in welchem Wohnviertel von Sacramento sie lebt, weshalb sie zu lügen beginnt. Als sie mit Kyle zum ersten Mal in ihrem Leben Sex hat und erfährt, dass es für ihn nicht das erste Mal war, ist sie von ihm enttäuscht. Dennoch wollen sie gemeinsam zum Abschlussball. Auf dem Weg dorthin erkennt Lady Bird, wie sehr sie sich angepasst und verrannt hat. Sie sagt wieder offen ihre Meinung und bittet Kyle, sie zu Julie zu fahren. Gemeinsam mit ihrer alten und neuen besten Freundin tanzt sie beim Ball.
Als Marion bei einem gemeinsamen Essen anlässlich Lady Birds Schulabschluss erfährt, dass Lady Bird sich an einigen Universitäten beworben hat, ist sie sauer, dass ihr Mann und die Tochter hinter ihrem Rücken agierten. Plötzlich ereignen sich die Dinge Schlag auf Schlag. Ihr Bruder Miguel erhält einen Job, auf den sich auch der Vater beworben hatte, und sie besteht ihre Führerscheinprüfung, durch die sie schon einige Male gefallen war. Auch von der New Yorker State University erhält sie eine Zusage. Nach ihrem Umzug und einer Nacht in New York, in der sie viel zu viel getrunken hat, erwacht sie im Krankenhaus. Es ist Sonntag, und nach einem Besuch eines Gottesdienstes ruft sie bei ihren Eltern an und spricht ihnen auf den Anrufbeantworter. Sie meldet sich mit Christine, sagt ihrer Mutter, dass sie sie liebt und ihr dankbar ist, und spricht von Sacramento weniger abfällig, als sie es vor ihrem Umzug getan hatte.

## Produktion
Regie führte Greta Gerwig, die auch das Drehbuch zum Film schrieb. Nach dem gemeinsam mit Joe Swanberg inszenierten Filmdrama Nights and Weekends aus dem Jahr 2008 handelt es sich bei Lady Bird um Gerwigs ersten eigenständig realisierten Film.
Die irische Schauspielerin Saoirse Ronan übernahm im Film die titelgebende Hauptrolle von Christine „Lady Bird“ McPherson. Laurie Metcalf und Tracy Letts spielen ihre Eltern Marion und Larry McPherson, Jordan Rodrigues spielt Adoptivsohn Miguel und Marielle Scott dessen Freundin Shelly. Die Rolle von Lady Birds bester Freundin Julie Steffans wurde an Beanie Feldstein vergeben. Lucas Hedges spielt Lady Birds ersten Freund Danny O’Neill, Timothée Chalamet ihren zweiten Kyle Scheible. In den Rollen von Sister Sarah Joan und Father Leviatch sind Lois Smith und Stephen Henderson zu sehen.
Die Dreharbeiten begannen am 30. August 2016 im kalifornischen Sacramento, wo sie auch im weiteren Verlauf überwiegend stattfanden, unter anderem am Sacramento International Airport. Thrift Town, wo Mutter und Tochter im Film shoppen, war zur Zeit der Dreharbeiten ein echter Second-Hand-Laden in Sacramento in der 410 El Camino Avenue, wurde aber seitdem geschlossen. Weitere Aufnahmen entstanden in Los Angeles und New York City. Als Kameramann fungierte Sam Levy.
Die Filmmusik wurde von Jon Brion komponiert. Der Soundtrack umfasst 23 Musikstücke, wurde am 17. November 2017 als Download und am 12. Januar 2018 von Lakeshore Records als CD veröffentlicht.
Der Film feierte seine Premiere am 1. September 2017 im Rahmen des Telluride Film Festivals, wurde ab 8. September 2017 beim Toronto International Film Festival vorgestellt und kam am 3. November 2017 in die US-amerikanischen Kinos. Der Kinostart im Vereinigten Königreich erfolgte am 16. Februar 2018 und in Deutschland am 19. April 2018.

## Synchronisation
Die deutsche Synchronisation entstand nach einem Dialogbuch und der Dialogregie von Antonia Ganz im Auftrag der Berliner Synchron GmbH Wenzel Lüdecke. Lydia Morgenstern leiht in der deutschen Fassung Saoirse Ronan in ihrer Rolle von Christine „Lady Bird“ McPherson ihre Stimme.
| Darsteller        | Synchronsprecher          | Rolle                           |
| ----------------- | ------------------------- | ------------------------------- |
| Saoirse Ronan     | Lydia Morgenstern         | Christine „Lady Bird“ McPherson |
| Laurie Metcalf    | Madeleine Stolze          | Marion McPherson                |
| Lucas Hedges      | Patrick Baehr             | Danny O’Neill                   |
| Laura Marano      | Laura Elßel               | Diana Greenway                  |
| Odeya Rush        | Lina Rabea Mohr           | Jenna Walton                    |
| Daniel Zovatto    | Sebastian Kluckert        | Jonah Ruiz                      |
| Beanie Feldstein  | Emily Gilbert             | Julie Steffans                  |
| Timothée Chalamet | Marco Eßer                | Kyle Scheible                   |
| Tracy Letts       | Peter Reinhardt           | Larry McPherson                 |
| Jordan Rodrigues  | Constantin von Jascheroff | Miguel McPherson                |
| Marielle Scott    | Anja Thiemann             | Shelly Yuhan                    |
| Jake McDorman     | Armin Schlagwein          | Mr. Bruno                       |

## Filmanalyse

### Autobiografische Aspekte

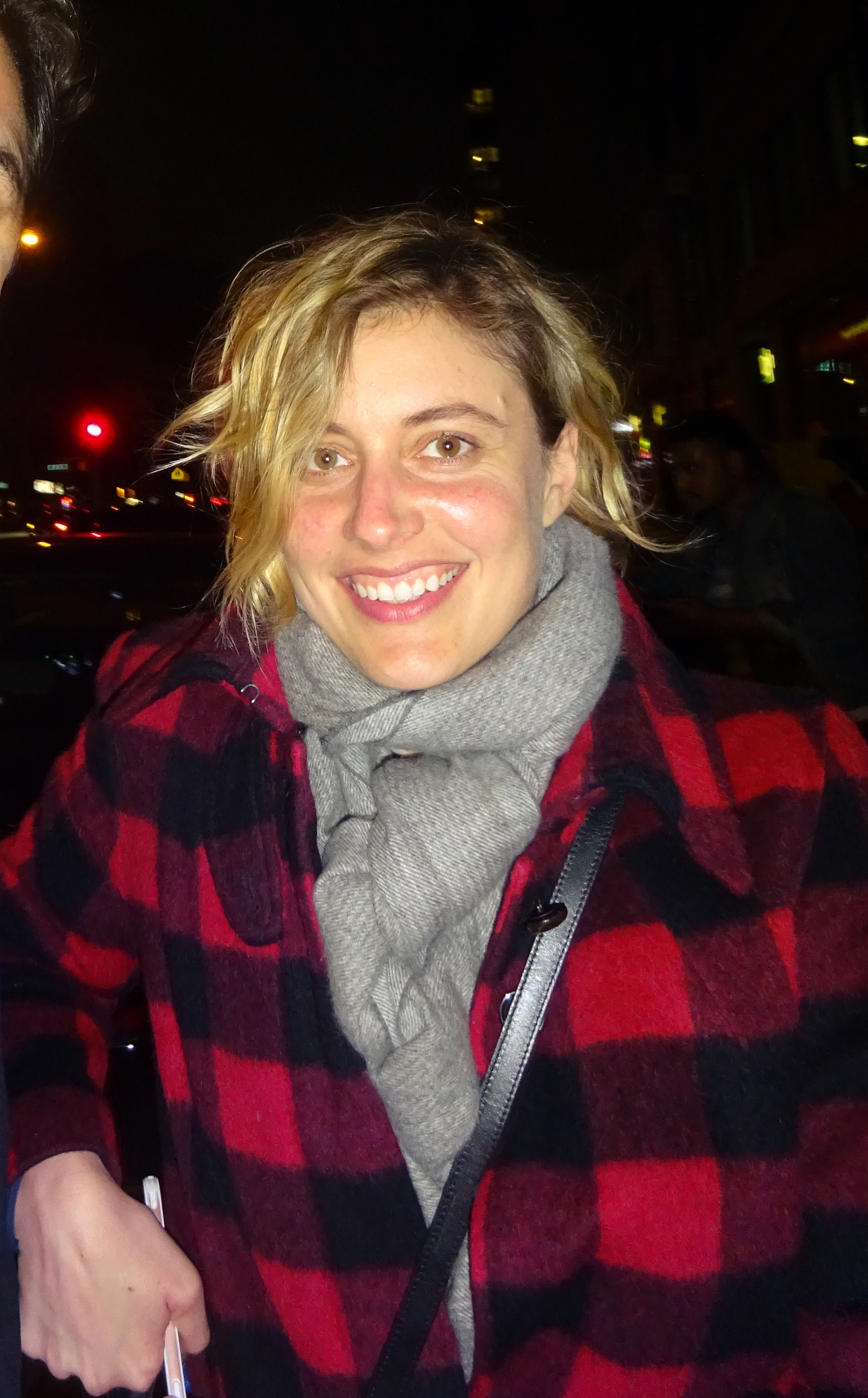
Regie führte Greta Gerwig, die auch das Drehbuch schrieb

„Lady Bird ist das genaue Gegenteil von mir in Teenagerzeiten. Ich wollte nie mit einem anderen Namen angesprochen werden und ich habe mir nie die Haare rot gefärbt. Ich bin den Regeln gefolgt und wollte meinen Mitmenschen gefallen.“

Obwohl zahlreiche Parallelen zu ihrer eigener Jugend gezogen werden können, möchte Gerwig den Film nicht als autobiographisches Werk verstanden wissen. Auch wenn die Regisseurin selbst aus Sacramento stammt, wie Lady Bird eine betont liberale Künstlerin ist und ihre Mutter ebenfalls als Krankenschwester arbeitet, sind die Geschehnisse in Lady Bird nicht autobiografisch, sondern allesamt fiktional. Gerwig sagte in einem Gespräch mit André Wesche von der Freien Presse, Lady Bird sei das genaue Gegenteil von ihr in Teenagerzeiten, auch wenn es sicherlich Parallelen gebe: „Ich wollte nie mit einem anderen Namen angesprochen werden und ich habe mir nie die Haare rot gefärbt. Ich bin den Regeln gefolgt und wollte meinen Mitmenschen gefallen. Als ich das Drehbuch schrieb, wollte ich ein Mädchen zeigen, das erstaunlich viele Fehler hat, aber auch sehr mutig und bewundernswert ist. Vielleicht war das mein Weg, ein Leben zu erforschen, das ich mit 17 selbst nie führen konnte.“
Dennoch sei an der Stadt Sacramento erkennbar, in der auch die Regisseurin um die Jahrtausendwende ihre Pubertät durchlebte, dass sich der Film aus historisch unterfütterten Erinnerungsimpulsen speist, so Lukas Stern in der Berliner Zeitung. Auch Günter Jekubzik von der Augsburger Allgemeinen meint, man kommt nicht umhin, immer wieder Greta Gerwig selbst in dieser Figur der Lady Bird zu sehen, zu ähnlich seien die Leidenschaft für Theater und Kultur, die trotzige Entschlossenheit und die linkischen Verrenkungen aus lauter Unsicherheit.

### Filmgenre
Lukas Stern erklärt, das große Drama dieses Films setze sich weniger aus den Widerständen zusammen, die den pubertären Handlungs- und Provokationsdrang bremsen, sondern bestehe vielmehr im Mangel ebensolcher, denn obwohl es bei den McPhersons nicht problem- und konfliktlos zugehe, ruhe das Stressniveau in der Familie bei einer risikoarmen Alltagsbewältigung. Auch Peter Zander sagt, Lady Bird sei mehr als ein Coming-of-Age-Film, einer übers Erwachsenwerden also, die es zuhauf gebe und immer wieder geben müsse, denn Gerwig gelinge das Kunststück, daraus eine immer gültige Geschichte zu entwickeln, die jeden anspricht, aktive und gewesene Jugendliche, weiblicher wie männlicher Natur: „Wie in all den Filmen, die Gerwig mitentwickelt hat, geht es auch hier um sympathische Verlierer, die mit souveränem Humor gezeigt werden, ohne dass dabei die Augen vor sozialen Problemen verschlossen oder zwischenmenschliche Konflikte heruntergespielt würden.“
Gian-Philip Andreas von den Westfälischen Nachrichten meint, nur auf den ersten Blick lege Gerwig eine weitere sogenannte „Coming of Age“-Geschichte über die Nöte und Freuden von Heranwachsenden vor, von denen es steten Nachschub für den Nachwuchs brauche, denn der Film funktioniere auch bestens als Comedie humaine für Erwachsene: „Es ist nicht übertrieben zu sagen, dass Gerwig, Ronan und Metcalf im Nachvollzug der vielen kleinen Abstoßungs- und Wiederannäherungsbewegungen von Lady Bird und Marion, zwischen Genervtheit und aufrichtiger Liebe, die präziseste Zeichnung einer Mutter-Tochter-Beziehung des jüngeren US-Kinos gelungen ist.“

### Filmtitel und Aufbau

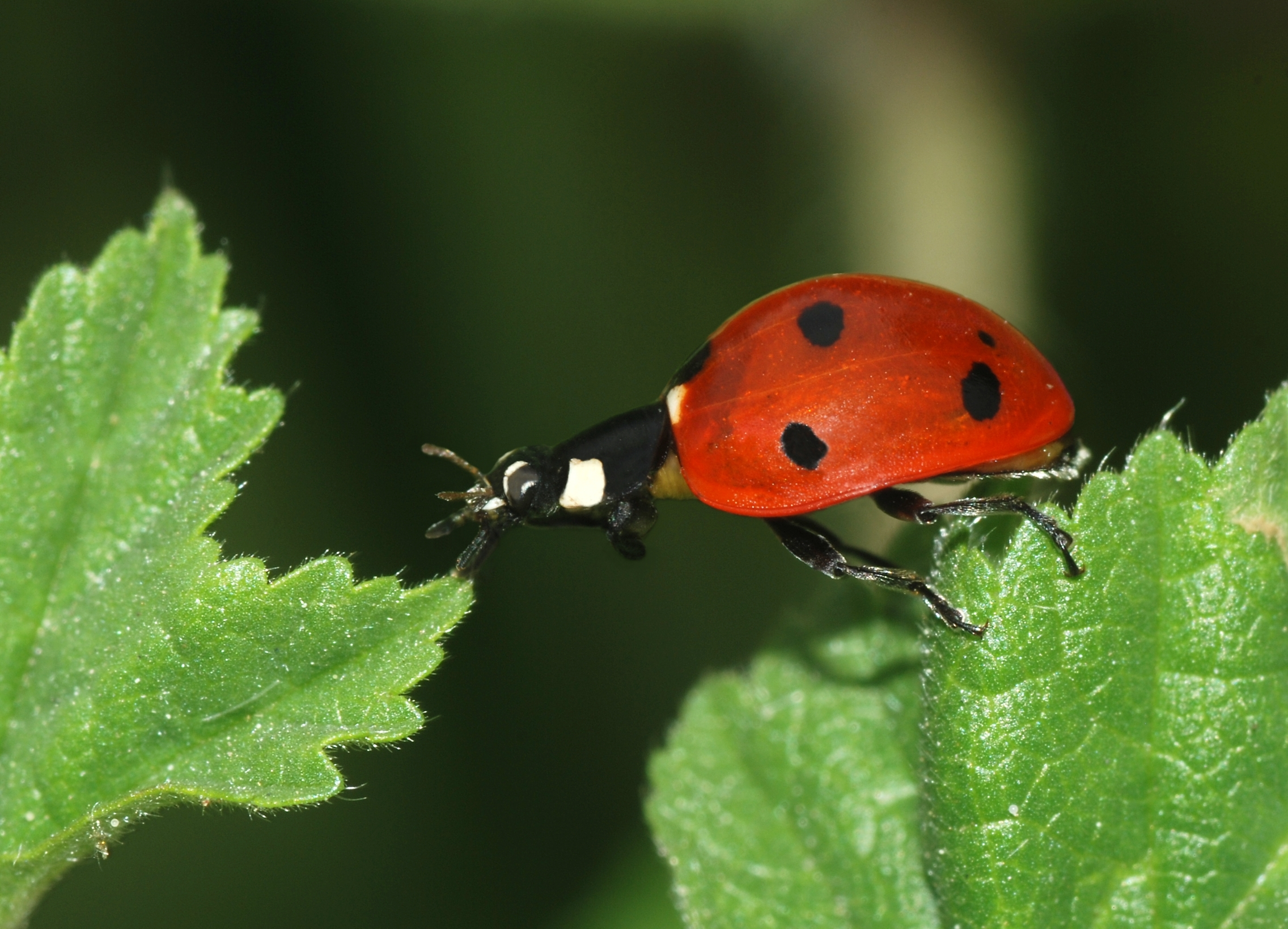
Ladybird bezeichnet im Englischen auch einen Marienkäfer.

Peter Zander erklärt in der Berliner Morgenpost zu dem Filmtitel und dem Namen Lady Bird, den die Protagonistin statt dem ihr von ihren Eltern gegebenen für sich selbst wählt, mit „Ladybird“ bezeichne man im Englischen den Marienkäfer, ein Wesen, das einfach davonfliegen kann und als Glücksbringer verstanden wird. Getrennt geschrieben, klinge „Lady Bird“ aber auch wie eine Adelung, so Zander. Lady Birds Motivation, so schnell wie möglich ihre Heimatstadt zu verlassen, wird bereits vor Beginn des Films angekündigt: „Jeder, der von kalifornischem Hedonismus spricht, hat noch nie ein Weihnachten in Sacramento verbracht.“ Mit einer Einblendung dieses Zitats der US-Autorin Joan Didion eröffnet Greta Gerwig ihre erste Soloregiearbeit.
Todd McCarthy von The Hollywood Reporter sagt, der Film fliege nur so von Szene zu Szene und wirke hierdurch leicht wie eine Sketch-Comedy. Das Gefühl von Echtheit und Authentizität überdecke jedoch jeglichen Anflug von Kitschigkeit, so dass sich die vielen kurzen Szenen allmählich zusammenfügen und so letztlich ein großes Ganzes ergeben, das Lady Birds Gefühls- und Gedankenwelt darstellt. Über diese kurzen Szenen sagt Christoph Petersen von Filmstarts, auch wenn der Zuschauer alle Charaktere in der Regel nur in ihrem Verhältnis zu Lady Bird wahrnehme, gebe es immer wieder eingestreute, stets sehr kurze Momente, in denen man die anderen Figuren auch in einer anderen Umgebung sehen kann. In diesen oft nur wenige Sekunden langen Szenen eröffne der ansonsten ganz auf seine Titelfigur fokussierte Film den Blick auf die vielen kleinen, ebenfalls voller Leben und Sehnsüchte steckenden Universen um Lady Bird herum, so Petersen.
Am Ende gelinge Christine der Absprung, und sie geht hinaus in die große Welt, so Bernd Haasis von der Stuttgarter Zeitung. Schnell stelle sie aber fest, dass ein Mädchen zwar aus Sacramento herauskommt, Sacramento aber nicht aus dem Mädchen, und schließlich sei sie gar nicht vor ihrer Heimatstadt weggelaufen, sondern vor sich selbst, so Haasis.

### Kulturelle Referenzen
Am Anfang des Films, kurz nach der Einblendung des Zitats von Joan Didion, hören Lady Bird und ihre Mutter im Auto die Schlusspassage von John Steinbecks Früchte des Zorns. Dieser Roman sei für sie eine Arbeit gewesen, die Kalifornien definitiv versteht, so Gerwig. Sacramento liege im landwirtschaftlichen Tal, und viele Leute kamen als Dust-Bowl-Bauern dorthin.
Lady Bird und ihre beste Freundin Julie kuscheln sich im Film zusammen, um den Song Crash Into Me der Jamrocker Dave Matthews Band zu hören, ein einst allgegenwärtiger Hit aus dem Jahr 1996. Gerwig war davon überzeugt, dass Crash Into Me das Lied sein müsse, das Lady Bird hört, nachdem ihr die Jungs das Herz gebrochen haben. Gerwig hatte nie eine Alternative in Betracht gezogen. „Es wurde in das Drehbuch geschrieben“, sagte sie: „Das war das Lied, das ich wollte. Ich hatte keine Ahnung, was ich getan hätte, wenn Dave Matthews nein gesagt hätte. Ich schrieb ihm einen Brief, in dem ich beschrieb, wie sehr ich das Lied liebte.“
Auf der Terrasse des Cafés in dem Lady Bird arbeitet, liest Kyle im Geschichtslehrbuch A People’s History of the United States des Historikers Howard Zinn. Gerwig hatte das Buch aus dem Jahr 1980 während ihrer Zeit an der Highschool gelesen, besonders weil dieses im Film Good Will Hunting erwähnt wird.
An dem Tag, an dem Lady Bird 18 Jahre alt wird, kauft sie sich in einem Supermarkt Zigaretten und eine Ausgabe von Playgirl, was für sie einen Ausdruck von Erwachsensein darstellt. Vor dem Geschäft blättert sie eine Zigarette rauchend durch die Zeitschrift, und nackte Männer breiten sich über die Seiten aus.
Der Schriftzug Kings Forever 1985, der in einer Montage zu sehen ist, die Lady Bird am Ende des Films zeigt, wie diese durch Sacramento fährt, hat zwei Bedeutungen. Eine davon ist, dass die Sacramento Kings 1985 in die Stadt kamen, nachdem sie von Kansas City weggezogen waren.

## Rezeption

### Altersfreigabe
In den USA erhielt der Film von der MPAA wegen einiger Ausdrucksweisen und einem gezeigten Geschlechtsakt ein R-Rating, was einer Freigabe ab 17 Jahren entspricht. Im Film sind zudem in einer kurzen Einblendung des Magazins Playgirl nackte Männer zu sehen. In Kalifornien ist man mit Vollendung des 18. Lebensjahres volljährig und kann somit, wie Lady Bird im Film, Pornografie kaufen. In einigen Ländern wurde diese Szene zensiert, so in Australien.
In Deutschland wurde der Film von der FSK ohne Altersbeschränkung freigegeben. In der Freigabebegründung heißt es: „Konflikte werden stets in Dialogen verhandelt, und die Atmosphäre des Films ist letztlich von Harmonie geprägt. Auch einzelne Szenen, die Sexualität oder Drogenkonsum thematisieren, sind so diskret inszeniert, dass sie sich kleineren Kindern gar nicht erschließen. Da der Film insgesamt weder thematisch noch audiovisuell problematische Elemente birgt und auf emotionaler Ebene die Sicherheit der Familie nie in Frage gestellt wird, können schon Kinder im Vorschulalter den Film ohne Risiko verarbeiten.“ In einer Szene des Films unterhält sich Lady Bird mit ihrer besten Freundin Julie über die Möglichkeit der Selbstbefriedigung mit einem Duschkopf. Lady Bird konsumiert im Film Cannabis und betrinkt sich in New York auf einer Party, allerdings erwacht sie nach dieser Nacht in einem Krankenhaus und erkennt spätestens hier, dass Rauchen und der Konsum von Alkohol nicht alles sind, wofür man sich im Leben begeistern kann.

### Kritiken und Einspielergebnis
Englischsprachige Kritiken

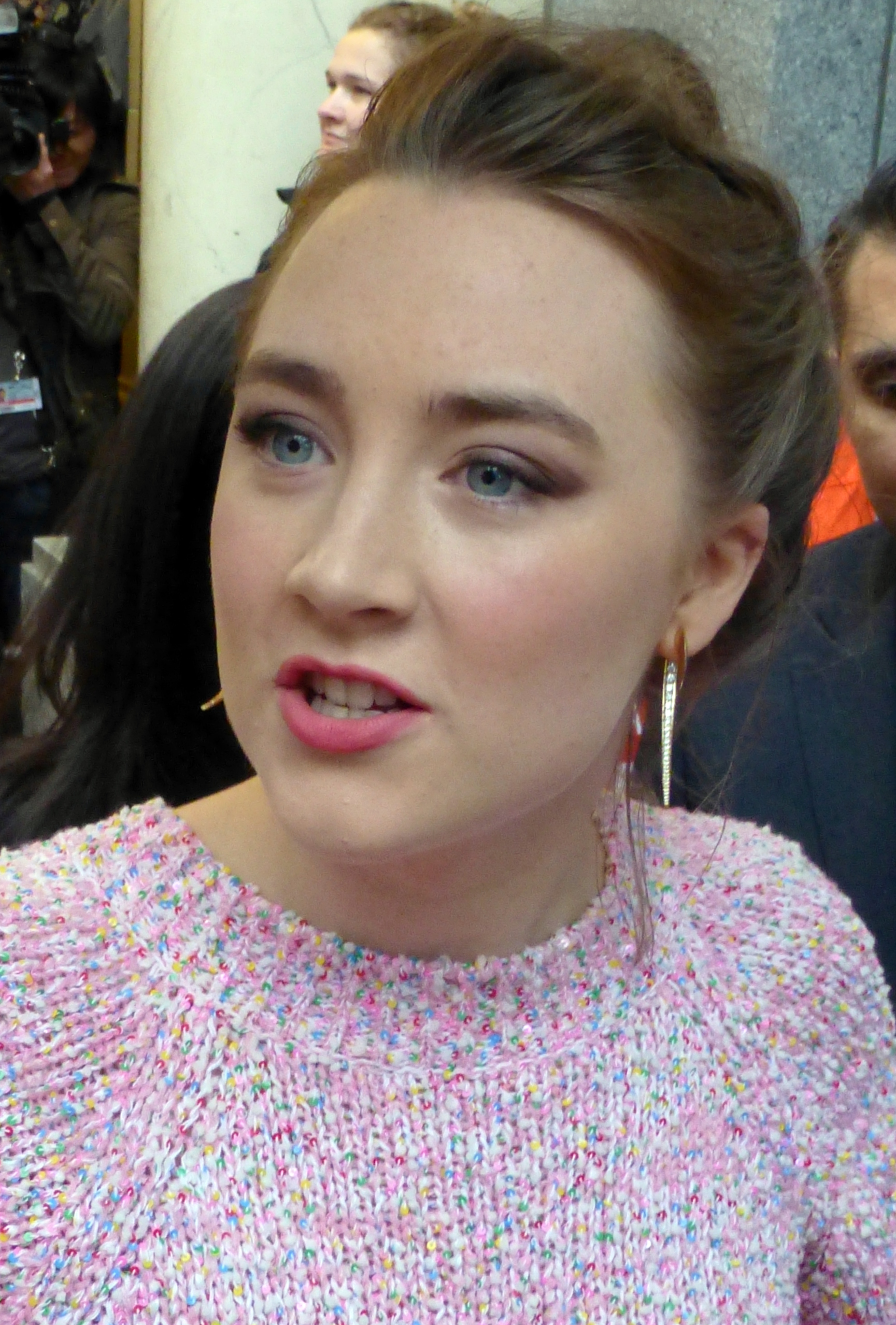
Saoirse Ronan übernahm im Film die Hauptrolle

Der Film konnte bislang 99 Prozent der Kritiker bei Rotten Tomatoes überzeugen und erhielt hierbei eine durchschnittliche Bewertung von 8,8 der möglichen 10 Punkte. Mit 196 ausschließlich positiven Bewertungen bis zum 10. Dezember 2017 handelt es sich hierbei um den ersten Film in der Geschichte von Rotten Tomatoes, der von so einer großen Zahl von Kritikern eine positive Bewertung erhielt. Im Mai 2018 erreichte der Film Paddington 2 eine ebenso hohe Zustimmung. Im Rahmen der Golden Tomato Awards des Jahres 2017 ging der Film zudem als Sieger in der Kategorie Beste Filmkomödie hervor. Auch auf Metacritic erhielt Lady Bird eine exzellente Bewertung von 94 von 100 möglichen Punkten. Vom New Yorker Filmkritikerverband wurde Lady Bird 2017 zum besten Film des Jahres gekürt.
Tina Hassannia, Kritikerin bei rogerebert.com, ist der Ansicht, Greta Gerwig habe mit dem Film bewiesen, dass die Schauspielerin auch hinter der Kamera versiert sei. Sie lasse ihre persönlichen Erlebnisse in diese optimistische und charmante Coming-of-Age-Komödie einfließen.
Sara Stewart von der New York Post meint, der durch und durch moderne und eindeutig für Frauen gemachte Film deute stark darauf hin, dass von Gerwig hinter der Kamera stehend noch mehr großartige Dinge erwartet werden können.
Deutschsprachige Kritiken
Alexandra Seitz nennt das Werk in epd Film einen „betont unaufgeregten Film“ und lobt das Spiel von Saoirse Ronan und Laurie Metcalf, denen es in ihren Rollen als Tochter und Mutter hervorragend gelungen sei, „das traditionell konfliktträchtige Verhältnis zwischen Mutter und Tochter facettenreich, dabei doch immer glaubwürdig und einnehmend darzustellen.“ Das Ergebnis sei ein „Film über gelingende weibliche Selbstermächtigung – dessen rebellische Heldin zudem ein gutes Vorbild“ sei.

Tomasz Kurianowicz von der Zeit ist der Meinung, Gerwigs Debütfilm erfinde „das Genre des Adoleszenz-Films völlig neu.“ Der Film erzähle die Universalgeschichte der Selbstfindung Jugendlicher auf so „erfrischend leichtfüßige und humorvolle Weise, dass alle Vorurteile über die ausgelutschten Grundmotive völlig in den Hintergrund“ gerieten. Für ihn steht fest, „dass Lady Bird einer der schönsten Filme des überstrapazierten“ Genres sei. Er hebt dabei besonders das Buch von Greta Gerwig und die Musik von Jon Brion hervor.
Von der Deutschen Film- und Medienbewertung wurde Lady Bird mit dem Prädikat Besonders wertvoll versehen. In der Begründung heißt es: „Obwohl der Film zeitlich und örtlich genau verortet ist, erzählt er eine universelle Geschichte vom Erwachsenwerden. An Christines Gefühle können Millionen andocken. Gerwig blickt ohne Groll zurück auf ihre Wurzeln. Sie gibt allen Figuren ungeheure Wärme, sie entwirft ein freundliches Bild der katholischen Schule Christines und ihrer Heimatstadt, die sie aber auch selbst unbedingt verlassen musste, um ihren eigenen Weg zu finden. Rebellion muss nicht immer laut und schrill sein.“
Einspielergebnis
In den USA, wo der Film anfänglich in vier Kinos und in der Folgewoche in 37 Kinos gezeigt wurde, spielte er in den ersten zehn Tagen 1.731.828 US-Dollar ein, was bezogen auf die durchschnittlichen Einnahmen pro Kino ein außergewöhnlich gutes Ergebnis darstellt. Insgesamt beläuft sich das dortige Einspielergebnis auf fast 49 Millionen US-Dollar, womit es sich um die erfolgreichste Produktion von A24 in den USA handelt. Die gesamten weltweiten Einnahmen des Films belaufen sich auf 78,6 Millionen US-Dollar. In Deutschland verzeichnete der Film ca. 228.000 Kinobesucher.

### Auszeichnungen (Auswahl)
Am 18. Dezember 2017 gab die Academy of Motion Picture Arts and Sciences bekannt, dass sich Jon Brions Arbeit auf einer Shortlist befindet, aus der die Nominierungen in der Kategorie Beste Filmmusik im Rahmen der Oscarverleihung 2018 erfolgen werden. Im Folgenden eine Auswahl von Nominierungen und Auszeichnungen im Rahmen weiterer Filmpreise.
American Film Institute Awards 2018
- Aufnahme in die Top-10-Filme des Jahres 2017[44]

Art Directors Guild Awards 2018
- Nominierung für den Excellence in Production Design Award in der Kategorie Contemporary Film (Chris Jones)[45]

British Academy Film Awards 2018
- Nominierung für das Beste Originaldrehbuch (Greta Gerwig)
- Nominierung als Beste Hauptdarstellerin (Saoirse Ronan)
- Nominierung als Beste Nebendarstellerin (Laurie Metcalf)[46]

Critics’ Choice Movie Awards 2018
- Nominierung als Bester Film
- Nominierung für die Beste Regie (Greta Gerwig)
- Nominierung für das Beste Drehbuch (Greta Gerwig)
- Nominierung als Beste Hauptdarstellerin (Saoirse Ronan)
- Nominierung als Beste Darstellerin in einer Filmkomödie (Saoirse Ronan)
- Nominierung als Beste Nebendarstellerin (Laurie Metcalf)
- Nominierung als Bestes Schauspielensemble
- Nominierung als Beste Komödie[47]

Directors Guild of America Awards 2018
- Nominierung für die Beste Spielfilmregie (Greta Gerwig)[48]

Eddie Awards 2018
- Nominierung für den Besten Filmschnitt – Comedy (Nick Houy)[49]

Golden Globe Awards 2018
- Auszeichnung als Bester Film – Komödie oder Musical
- Nominierung für das Beste Drehbuch (Greta Gerwig)
- Auszeichnung als Beste Hauptdarstellerin – Komödie oder Musical (Saoirse Ronan)
- Nominierung als Beste Nebendarstellerin (Laurie Metcalf)[50]

Gotham Awards 2017
- Auszeichnung als Beste Darstellerin (Saoirse Ronan)
- Nominierung für den Bingham-Ray-Award als Beste Nachwuchsregisseurin (Greta Gerwig)
- Nominierung für das Beste Drehbuch (Greta Gerwig)
- Nominierung für den Publikumspreis[51][52]

Grammy Awards 2019
- Nominierung als Best Compilation Soundtrack For Visual Media

Hollywood Music in Media Awards 2017
- Nominierung in der Kategorie Outstanding Music Supervision – Film (Brian Ross)[53]

Independent Spirit Awards 2018
- Nominierung als Bester Film
- Auszeichnung für das Beste Drehbuch (Greta Gerwig)
- Nominierung als Beste Hauptdarstellerin (Saoirse Ronan)
- Nominierung als Beste Nebendarstellerin (Laurie Metcalf)[54][55]

Irish Film and Television Academy’s Film and Drama Awards 2018
- Auszeichnung als Beste Hauptdarstellerin (Saoirse Ronan)
- Nominierung als Bester internationaler Film

Los Angeles Film Critics Association Awards 2017
- Auszeichnung als Beste Nebendarstellerin (Laurie Metcalf)[56]

National Board of Review Awards 2017
- Auszeichnung für die Beste Regie (Greta Gerwig)
- Auszeichnung als Beste Nebendarstellerin (Laurie Metcalf)
- Aufnahme in die Top 10 Movies[57]

National Society of Film Critics Awards 2018
- Auszeichnung als Bester Film
- Auszeichnung für die Beste Regie (Greta Gerwig)
- Auszeichnung für das Beste Drehbuch (Greta Gerwig)
- Auszeichnung als Beste Nebendarstellerin (Laurie Metcalf)
- Zweiter Platz in der Kategorie Beste Hauptdarstellerin (Saoirse Ronan)[58]

New York Film Critics Circle Awards 2017
- Auszeichnung als Bester Film (Greta Gerwig)
- Auszeichnung als Beste Hauptdarstellerin (Saoirse Ronan)[59]

Oscarverleihung 2018
- Nominierung als Bester Film (Scott Rudin, Eli Bush und Evelyn O’Neill)
- Nominierung für die Beste Regie (Greta Gerwig)
- Nominierung für das Beste Originaldrehbuch (Greta Gerwig)
- Nominierung als Beste Hauptdarstellerin (Saoirse Ronan)
- Nominierung als Beste Nebendarstellerin (Laurie Metcalf)

Palm Springs International Film Festival Awards 2018
- Auszeichnung mit dem Desert Palm Achievement Award (Saoirse Ronan)[60]

Producers Guild of America Awards 2018
- Nominierung als Bester Film (Scott Rudin, Eli Bush und Evelyn O’Neill)

Satellite Awards 2017
- Nominierung als Bester Film
- Nominierung für die Beste Regie (Greta Gerwig)
- Nominierung für das Beste Originaldrehbuch (Greta Gerwig)
- Nominierung als Beste Filmschauspielerin (Saoirse Ronan)
- Nominierung als Beste Nebendarstellerin (Laurie Metcalf)
- Nominierung für die Beste Kamera (Sam Levy)[61]

Screen Actors Guild Awards 2018
- Nominierung als Beste Hauptdarstellerin (Saoirse Ronan)
- Nominierung als Beste Nebendarstellerin (Laurie Metcalf)
- Nominierung als Bestes Ensemble in einem Film[62]

Writers Guild of America Awards 2018
- Nominierung für das Beste Originaldrehbuch (Greta Gerwig)